# 湯沢市立雄勝小学校
湯沢市立雄勝小学校（ゆざわしりつ おがちしょうがっこう）は、秋田県湯沢市の旧雄勝町域にある公立小学校。

## 概要
- 本校は、概ね湯沢市の旧雄勝町域を学区とする。
- 2019年（平成31年・令和元年）度の児童数は199名。

## 沿革
- 2015年（平成27年）
  - 4月1日 - 横掘・院内・小野・秋ノ宮の各小学校を統合して開校。雄勝小学校・雄勝中学校一体型校舎使用開始[1]。
  - 4月6日 - 開校式挙行。
  - 12月1日 - 新校舎工事完了。この日（12月1日）を開校記念日と定める。
- 2017年（平成29年）9月19日 - 全校航空写真撮影（開校3年）。

## 通学区域
- 湯沢市の雄勝町域。

## 周辺
- 湯沢市立雄勝中学校 - 同一敷地内
- 国道13号
  - 東山トンネル
- 役内川
- 秋田県立湯沢翔北高等学校雄勝校

## アクセス
- 湯沢市役所雄勝総合支所（旧:雄勝町役場）から、
  - 徒歩で約870m・約13分（最短ルート移動した場合）。
  - 車で約1km・1～2分。
- JR奥羽本線横堀駅から、
  - 徒歩で約1.2km・約18分（最短ルート移動した場合）。
  - 車で約1.4km・約2分。